# Samoaanse hereniging

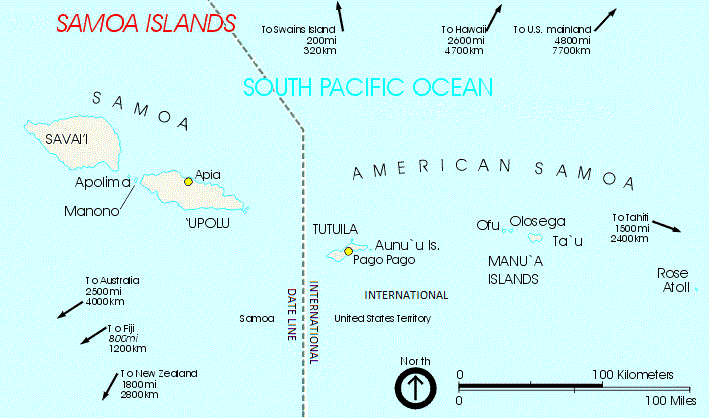
De Samoaanse eilanden.

De Samoaanse hereniging is een voorgestelde politieke unie van Samoa (een onafhankelijke staat die voorheen bekend stond als West-Samoa) en Amerikaans-Samoa (een Amerikaans grondgebied dat ook bekend staat als Oost-Samoa), die beide deel uitmaken van de Samoaanse eilanden.
De hereniging is voorgesteld sinds hun huidige status in de eerste helft van de 20e eeuw onder de Tripartiete Conventie, en zelfs eerder: in 1919 sprak West-Samoa de wens uit om zich te verenigen met Amerikaans-Samoa. Het Samoaanse volk in zowel West-Samoa als Amerikaans-Samoa deelt etniciteit en cultuur, maar hun eilanden zijn politiek gescheiden gebleven.
De westelijke eilanden werden van 1920 tot 1946 opgenomen als het Western Samoa Trust Territory, onder Brits bestuur en van 1946 tot 1962 onder Nieuw-Zeelands bestuur. Het Inter-Samoaanse Raadgevend Comité werd in 1955 opgericht om de samenwerking tussen de twee te bevorderen. Richard Barrett Lowe, de gouverneur van Amerikaans-Samoa van 1953 tot 1956, zei tijdens zijn ambtstermijn dat besloten was dat de hereniging met West-Samoa niet door de commissie zou worden besproken. In 1969 verwierp een politieke commissie in Amerikaans-Samoa een voorstel voor eenwording met West-Samoa.
Gevoelens voor en tegen eenwording bestaan in verschillende mate. Niettemin hebben sommige politieke leiders van West-Samoa gepleit voor eenwording of voor het maken van West-Samoa tot een Amerikaans trustgebied. Hoewel de inwoners van Amerikaans-Samoa een sterke Samoaanse nationale identiteit hebben, is er onder hen geen grote beweging ten gunste van onafhankelijkheid of eenwording met West-Samoa.
Amerikaans-Samoa protesteerde in 1997 tegen de officiële naamswijziging van West-Samoa in "Samoa", omdat hij bang was dat dit zou impliceren dat Samoa gezag zou hebben over alle Samoaanse eilanden, inclusief Amerikaans-Samoa.